# Salado (Abanilla)
Salado es una pedanía de Abanilla, en la Región de Murcia, España. Se sitúa en una zona muy salada, por eso viene el nombre al pueblo. Es atravesado por ramblas y rodeada por la sierra de Mahoya; situado muy cerca del puerto de Barinas. Tiene una población de 126 habitantes. 